# Martagny
Martagny es una localidad y comuna francesa situada en la región de Alta Normandía, departamento de Eure, en el distrito de Les Andelys y cantón de Gisors.

## Demografía
| 348 | 333 | 409 | 409 | 449 | 429 | 450 | 425 | 386 | 393 | 372 | 311 | 295 | 254 | 278 | 253 | 251 | 215 | 204 | 189 | 154 | 260 | 176 | 172 | 174 | 150 | 131 | 102 | 94 | 89 | 94 | 120 |
| Para los censos de 1962 a 1999 la población legal corresponde a la población sin duplicidades (Fuente: INSEE [Consultar]) |     |     |     |     |     |     |     |     |     |     |     |     |     |     |     |     |     |     |     |     |     |     |     |     |     |     |     |    |    |    |     |

Gráfico de evolución demográfica de la comuna desde 1793 hasta 1999